# Évidemment
«Évidemment» (с англ. — «Очевидно») — песня канадской певицы La Zarra. Выпуск сингла состоялся 19 февраля 2023 года. В качестве авторов песни выступила сама Фатима Зарра Хафди, Ахмед Сагир, Янник Растоги, Закари Раймонд.

## Евровидение

### Внутренний отбор
13 января 2023 года France Télévisions официально объявила, что вещательная компания выбрала La Zarra для представления Франции на конкурсе песни «Евровидение-2023», а песня была официально выпущена 19 февраля 2023 года.
16 февраля певица официально объявила, что её песня для конкурса называется «Évidemment».

### На Евровидении
Как член «Большой пятерки» Франция автоматически прошла квалификацию для участия в финале 13 мая 2023 года. Помимо участия в финале, Франция также должна была транслировать и голосовать в одном из двух полуфиналов. Это было решено путем жеребьевки, проведенной во время жеребьевки полуфинала 31 января 2023 года, когда было объявлено, что Франция будет голосовать в первом полуфинале.